# Rakovec nad Ondavou
Rakovec nad Ondavou est un village de Slovaquie situé dans la région de Košice.

## Histoire
Première mention écrite du village en 1266.

## Démographie

### Évolution de la population
| Année:               | 1994. | 2004.   | 2014.   | 2024.   |
| -------------------- | ----- | ------- | ------- | ------- |
| Nombre de personnes: | 1090  | 1086    | 1042    | 1015    |
| Différence:          |       | -0,36 % | -4,05 % | -2,59 % |

| Année:               | 2023. | 2024.   |
| -------------------- | ----- | ------- |
| Nombre de personnes: | 1009  | 1015    |
| Différence:          |       | +0,59 % |

## Politique
| Nom           | Parti politique | Date de l'élection | Fin du mandat |
| ------------- | --------------- | ------------------ | ------------- |
| Peter Olejník | SNS             | 02.12.2006         | Déc. 2010     |